# 熱拉爾·德·內瓦爾
熱拉爾·德·內瓦爾（法語：Gérard de Nerval，發音：[ʒeʁaʁ də nɛʁval]；1808年5月22日—1855年1月26日）是法國詩人、散文家和翻譯家，浪漫主義文學代表人物之一。
熱拉爾·德·內瓦爾的生活和一些作品受到一個名叫热妮·科隆（Jenny Colon）的女演員影響，她在1842年去世。他的作品充滿人格魅力和智慧，詩意的視野和精確的形式。